# Architektur in Schwäbisch Hall

Die sieben Burgen, Federzeichnung aus einer Haller Chronik um 1600

Die Geschichte der Architektur in Schwäbisch Hall reicht vom Mittelalter bis in das 21. Jahrhundert.
Zahlreiche typische Bauwerke verschiedener Epochen sind noch erhalten oder wurden wieder aufgebaut. Ihren architekturgeschichtlichen Anfang nimmt Schwäbisch Hall mit einer Vielzahl von Bauwerken im Stil der Romanik aus der Zeit um 1200. Nach dem Stadtbrand von 1728 wurde das Haller Rathaus im Stil des Barock erbaut. Die Stadt zeigt in der baulichen Zeit ab 1850 bis 1900 weitere Architektur mit Rundbogenstil, Klassizismus, Historismus. Das Württembergische Wachhaus gehört zu den wenigen Beispielen rein klassizistischer Bauten des alten Schwäbisch Hall.

## Romanik (13. Jahrhundert)
Erhaltene Beispiele für die romanische Architektur bei Sakralbauten in Schwäbisch Hall sind die romanischen Schallarkaden der Kirchtürme der Michaelskirche, Katharinenkirche, Nikolauskirche und der Michaelskapelle sowie die Erhardskapelle. Stilistisch war die Jakobskirche mit der Ägidienkirche verwandt. Die Kirche St. Johannes Baptist gilt als „Mutterkirche von Hall, Vorbild für St. Katharina und St. Michael“.:134
Aus der Zeit um 1200 stammen die „Die sieben Burgen“. In der Oberamtsbeschreibung von Rudolf Moser aus dem Jahre 1847 werden die sieben mittelalterlichen Wohntürme beschrieben:

„Jn der Mitte des Bogens stand die Hauptburg; dieser zur Rechten in der sogenannten Schuppach die zweite, der sogenannte Veldner:Thurm, nachmals Haspelsches Haus, im Nonnenhof die dritte, der 1718 eingefallene sogenannte Berlerthurm; weiter herabwärts, rechts und links, die vierte und fünfte (das Majersche Haus bei dem Fischmarkt und das Sannwaldsche Haus bei dem neuen Thor); rechts und links des Salzbrunnens die sechste und siebente Burg, der sogenannte Keßler- und Sieder-Thurm, beide 1728 abgebrannt. Die Seite des Ortes gegen den Kocher war durch diesen bewahrt.“

Ein anderer Profanbau aus dem 13. Jahrhundert war das Haus Neue Straße 22/24, dessen Steinbearbeitung stilistische Ähnlichkeiten zu den romanischen Schallarkaden von St. Michael und St. Katharina aufweist.
Das rechteckige Steinhaus Haalstraße 5–7 hat seinen Ursprung in der Zeit um 1200, wobei dessen Mauerwerk mit dem der Keckenburg (1240) vergleichbar sein soll.
Das Sulmeisterhaus am Steinernen Steg 7 ist im Kern ein romanisches Steinhaus, das von 1200 bis 1250 erbaut wurde.
Romanische Biforien mit Diamantbossen befinden sich im Büschlerhaus im ehemaligen Saal des Reichsschultheißenhauses an der Nordseite des Unteren Hauses.:75
Das Gebäude Haalstraße 6 gründet sich auf Mauerwerk eines runden, mittelalterlichen Wohnturmes aus der Zeit um 1200. Die Grundmauern stellen vermutlich die Reste eines ehemaligen Adels- oder Treppenturms dar.

Romanische Bauteile
St. Michael, Turm
St. Michael, Portal in der Turmvorhalle
St. Michael, Kapitell der Mittelsäule in der Turmvorhalle
St. Katharina, Details vom Turm
St. Nikolaus, Türme
St. Nikolaus, Kapitelle
St. Michael, Türme
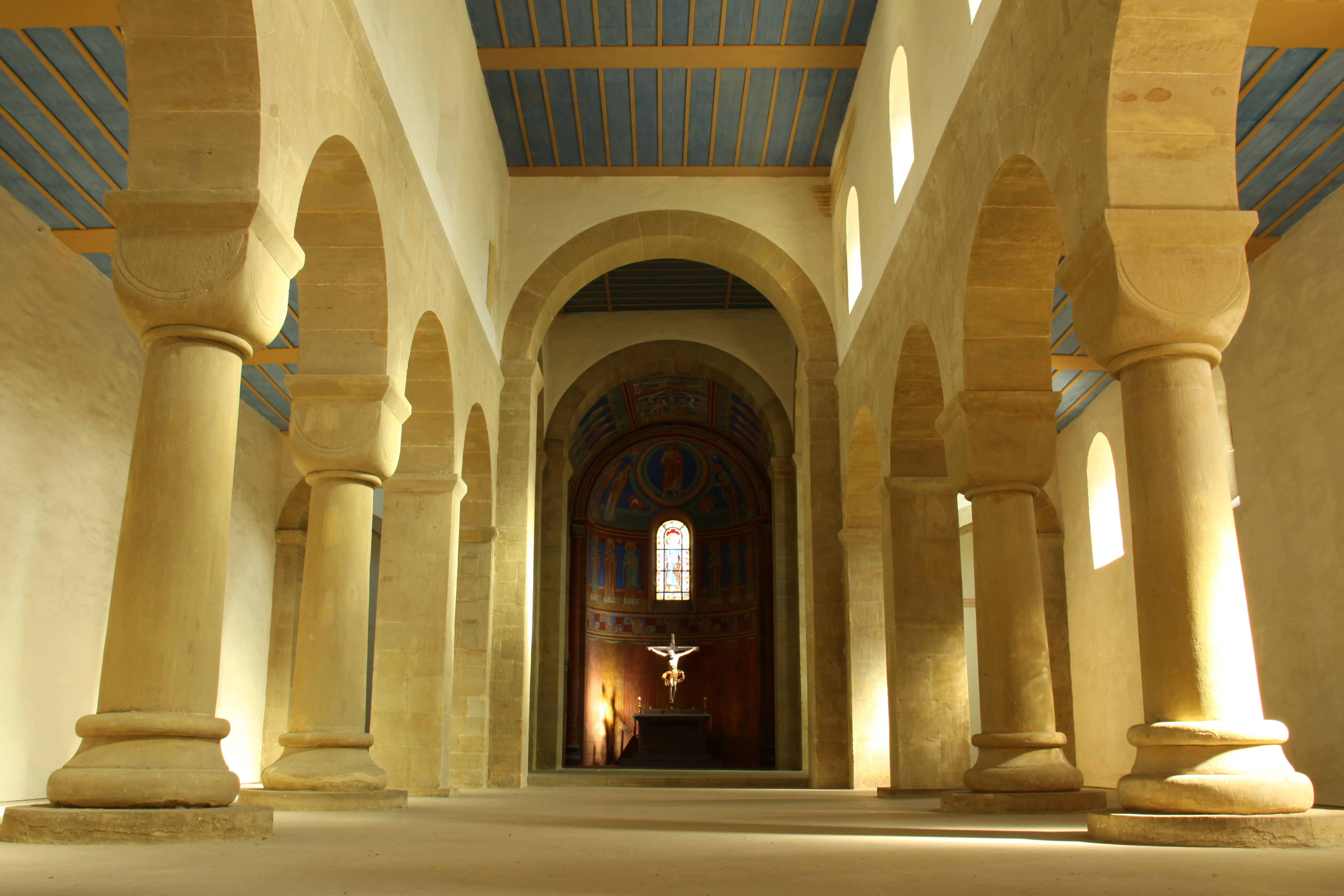
St. Ägidius
Sulmeisterhaus. Im Erdgeschoss drei Biforien mit romanischen Rundbögen.

## Gotik (14. Jahrhundert)
Eugen Gradmann nennt verschiedene Profanbauten im Stil der Gotik. So das Hohe Haus aus dem 14. Jahrhundert (gotisches Steinhaus:70), das Senftenhaus von 1492/1494 (gotisches Haus:67). Gotischen Bauschmuck zeigt auch das Büchsenhaus erbaut 1505/1527 (spätgotische Vorhangbogen:70) sowie das Büschlerhaus mit Hofpforten mit einer hochgotischen Blättermaske:71:75

## Renaissance (16. Jahrhundert)
Als „Patrizierhäuser aus der Renaissancezeit“:71 nennt Eugen Gradmann die Häuser Nr. 9 und 11 in der oberen Herrengasse. Rechts neben dem Haus Nr. 11 befindet sich eine überwölbte Hofeinfahrt, worauf ein Altan ruht. Deren Brüstung zeigt Steinplatten mit „Beschlägmuster nebst Rollwerk im Geschmack der Zeit um 1580.“:72 Das Tor zeigt eine Inschrift mit dem Datum 1578: Plures judices quam artifices. Das Gebäude Nr. 7 in der unteren Herrengasse zeigt einen großen Hausflur mit „Holzsäulen in Baluster- und vierkantiger Form.“:72 In dem Renaissancebau wohnte 1844 Eduard Mörike:81 Das Widmanhaus (1550) zeigt laut Eugen Gradmann die „reife Deutsch-Renaissance“:72 und weist ein aufwändig dekoriertes „Renaissanceportal“:74 auf. Horst Clauß, Hans-Joachim König und Ursula Pfistermeister nennen das Gräterhaus von 1605 ebenfalls einen „Renaissancebau“:103

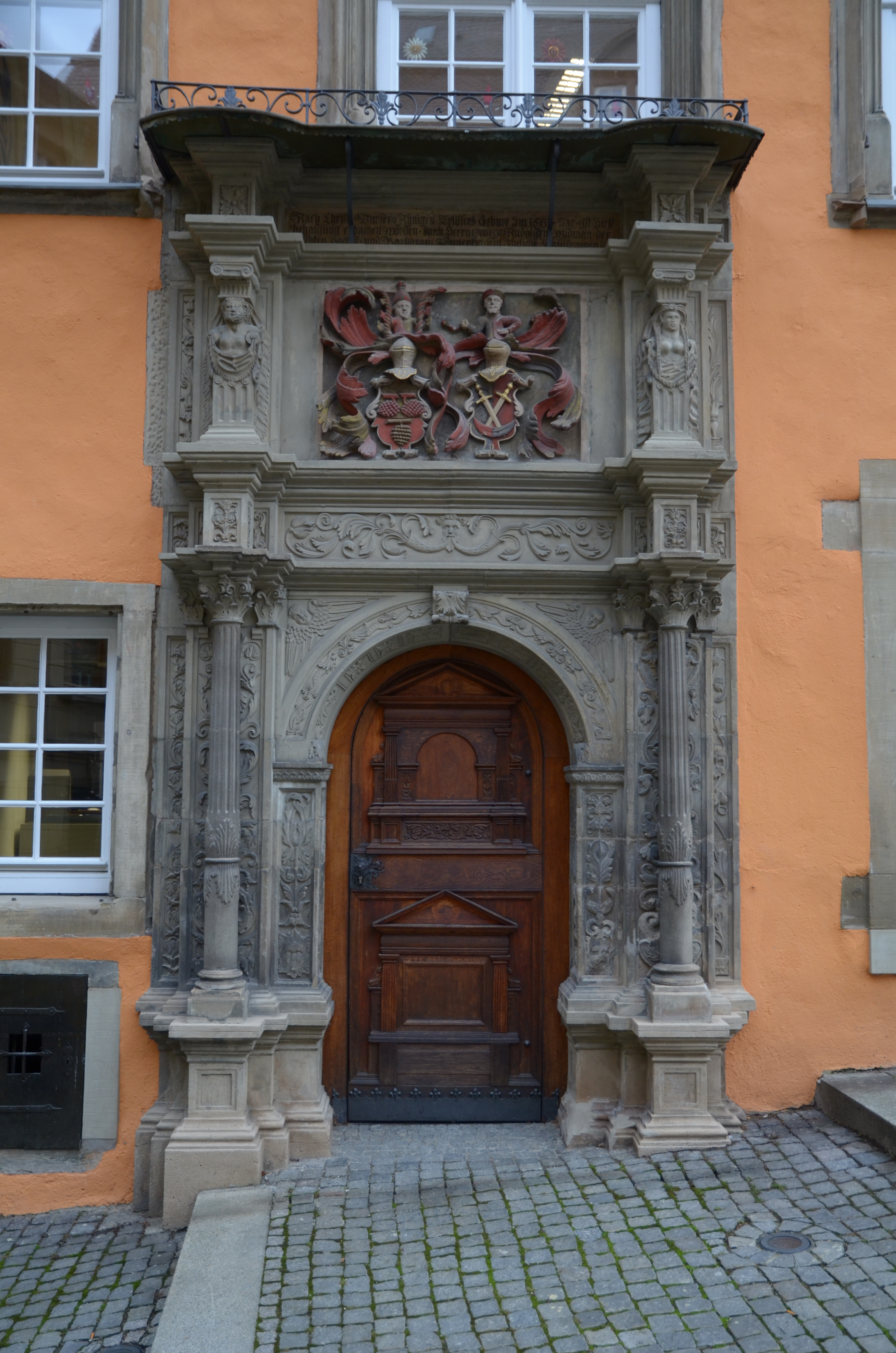
Widmanhaus (1550), „Renaissanceportal“[1]:74
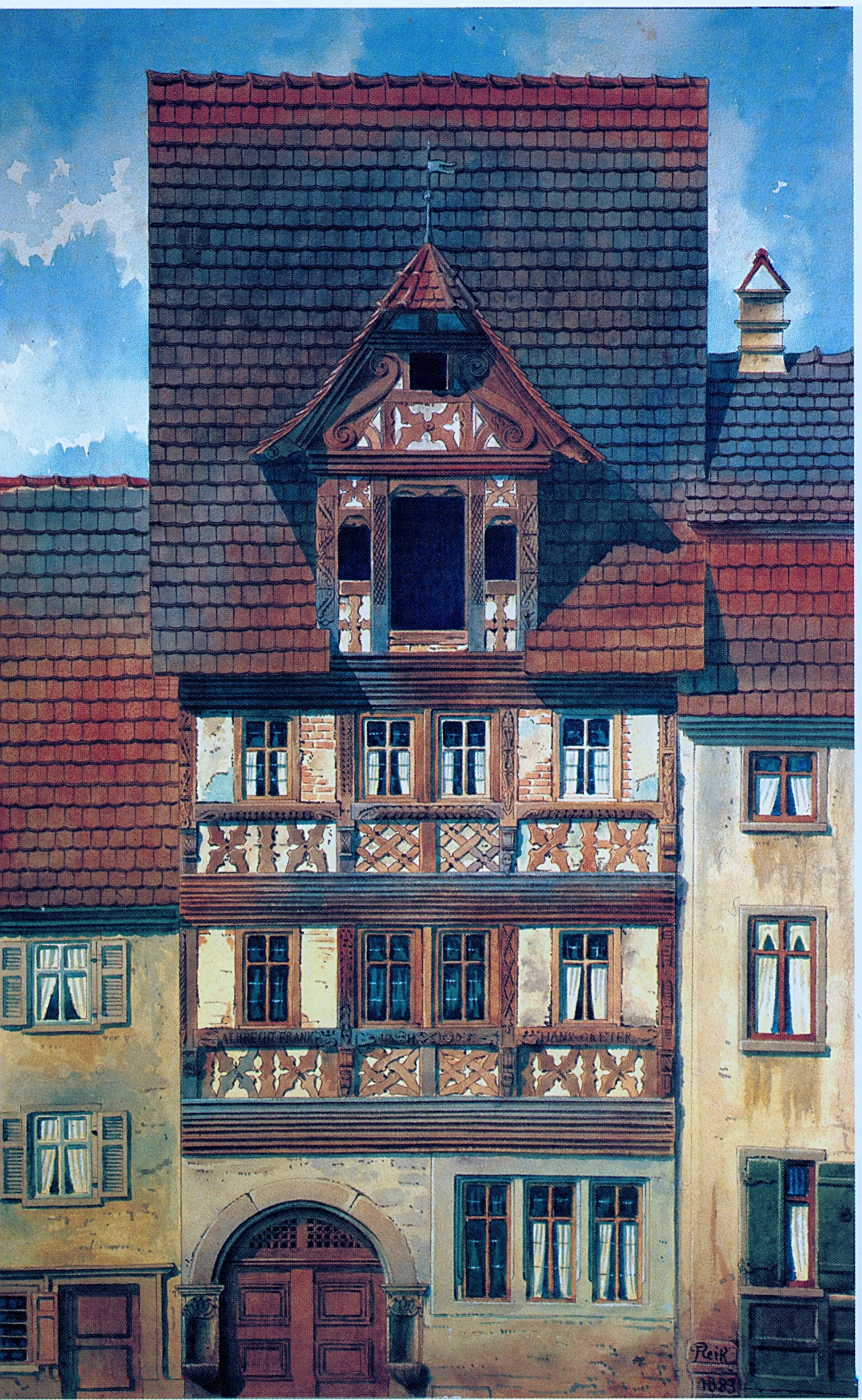
Gräterhaus (1605): „Renaissancebau“[1]:74
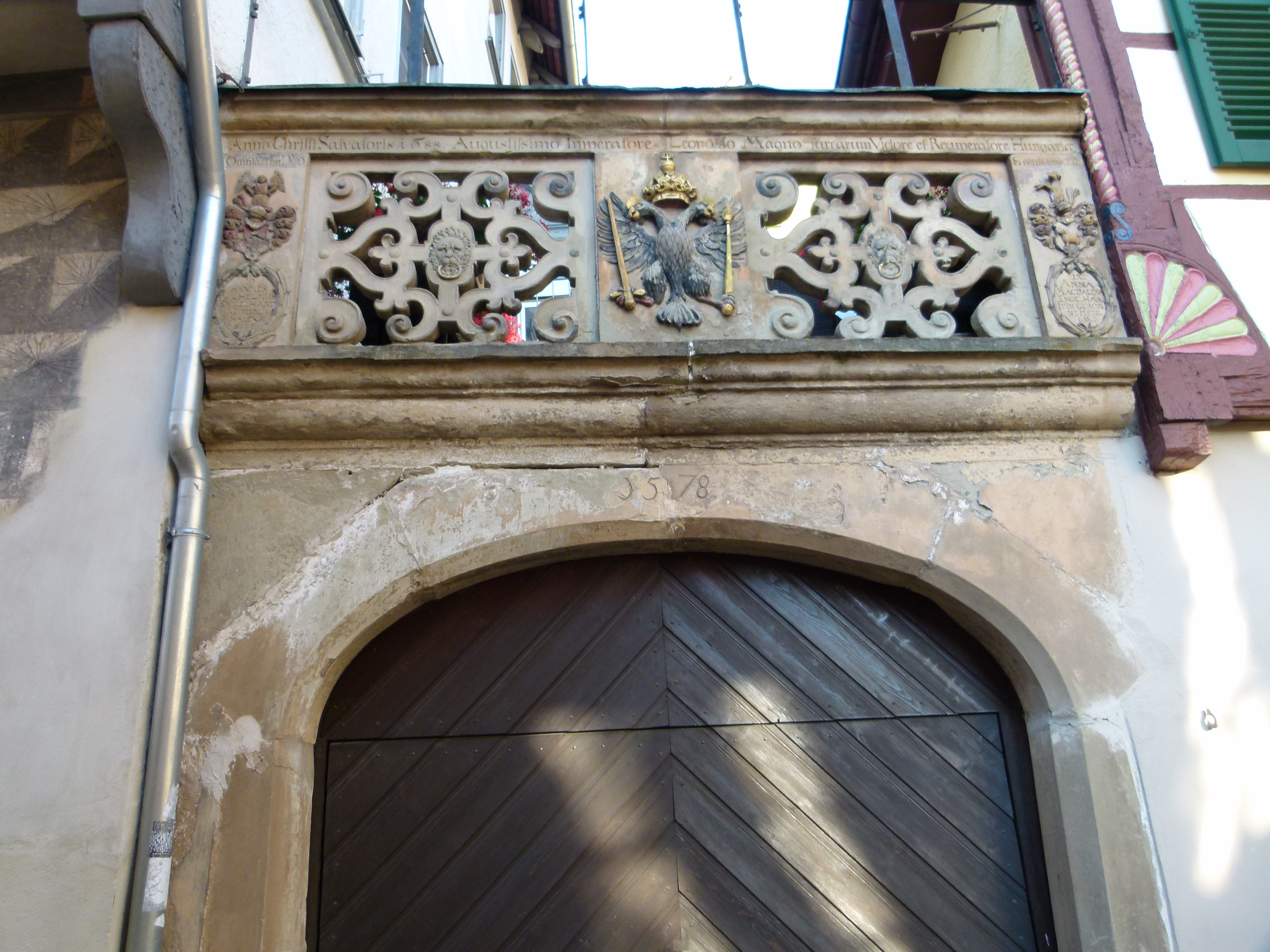
Obere Herrngasse 11[1]:Abb. 57, Portal

## Barock (18. Jahrhundert)
Die Wallfahrtskirche zu den 14 Nothelfern war ein Sakralbau im Stil des Barock. Eberhard Friedrich Heim (1703–1739) erbaute zwei bedeutende Barockbauten in Schwäbisch Hall. So die barocke Spitalkirche zum Heiligen Geist:96 und das barocke Rathaus (1735). Eugen Gradmann beschreibt weitere Profanbauten mit einer Barockausstattung:
- Rinderbachburg, Am Markt 9, 1731
- Stiersches Haus, Am Markt 10, 1738
- Engelhardt-Palais, Gelbinger Gasse 25, 1705
- Comburger Klosterhof (auch Seiferheld'sches Haus), Klosterstraße 5 (Barockausstattung[12]:79–80 Totalverlust)
- Bonhoeffer-Haus, Klosterstraße 7, 1716 (Barockausstattung[12]:80 Livio Retti)

Barock
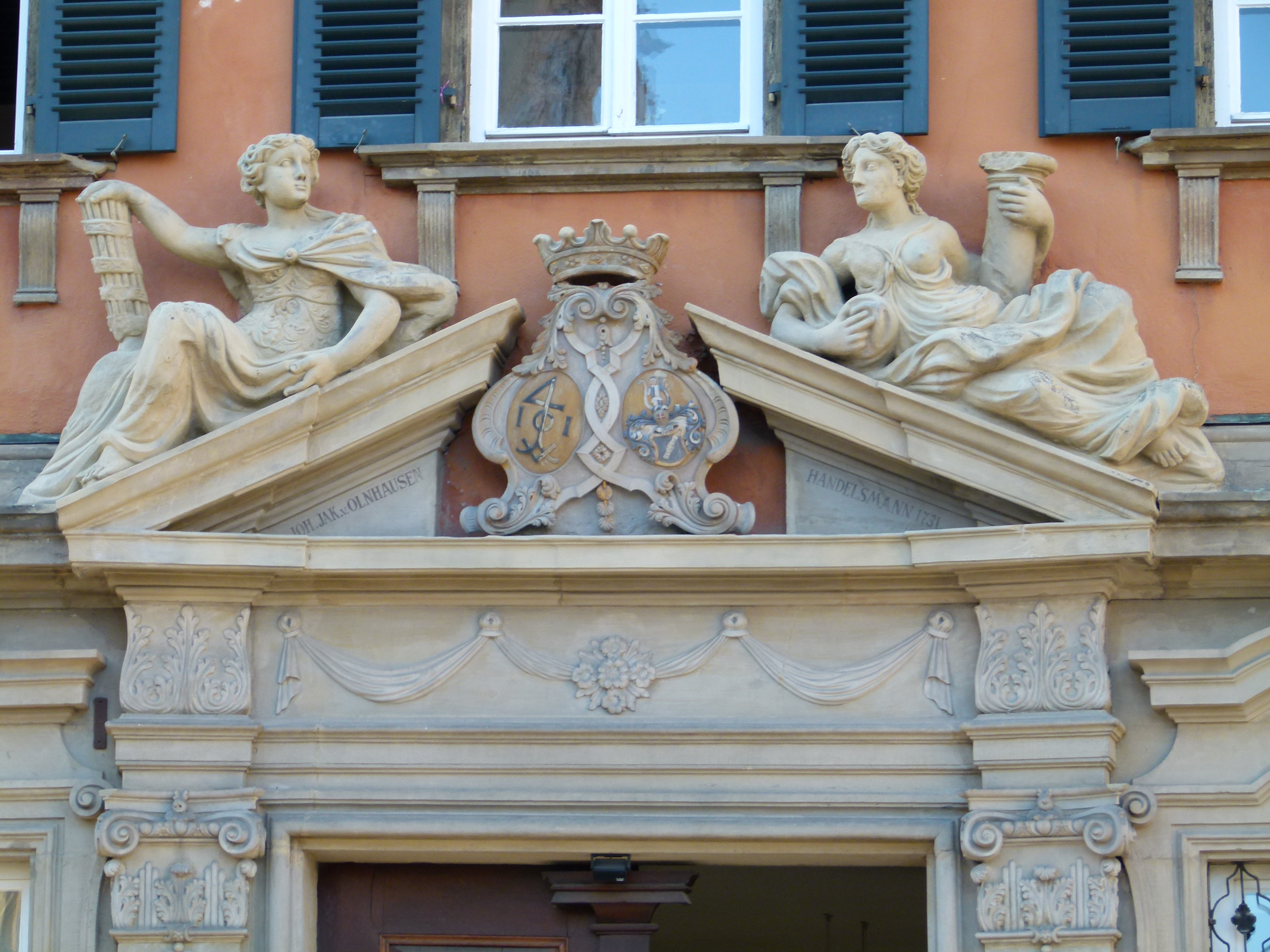
Am Markt 9, Portaldetail
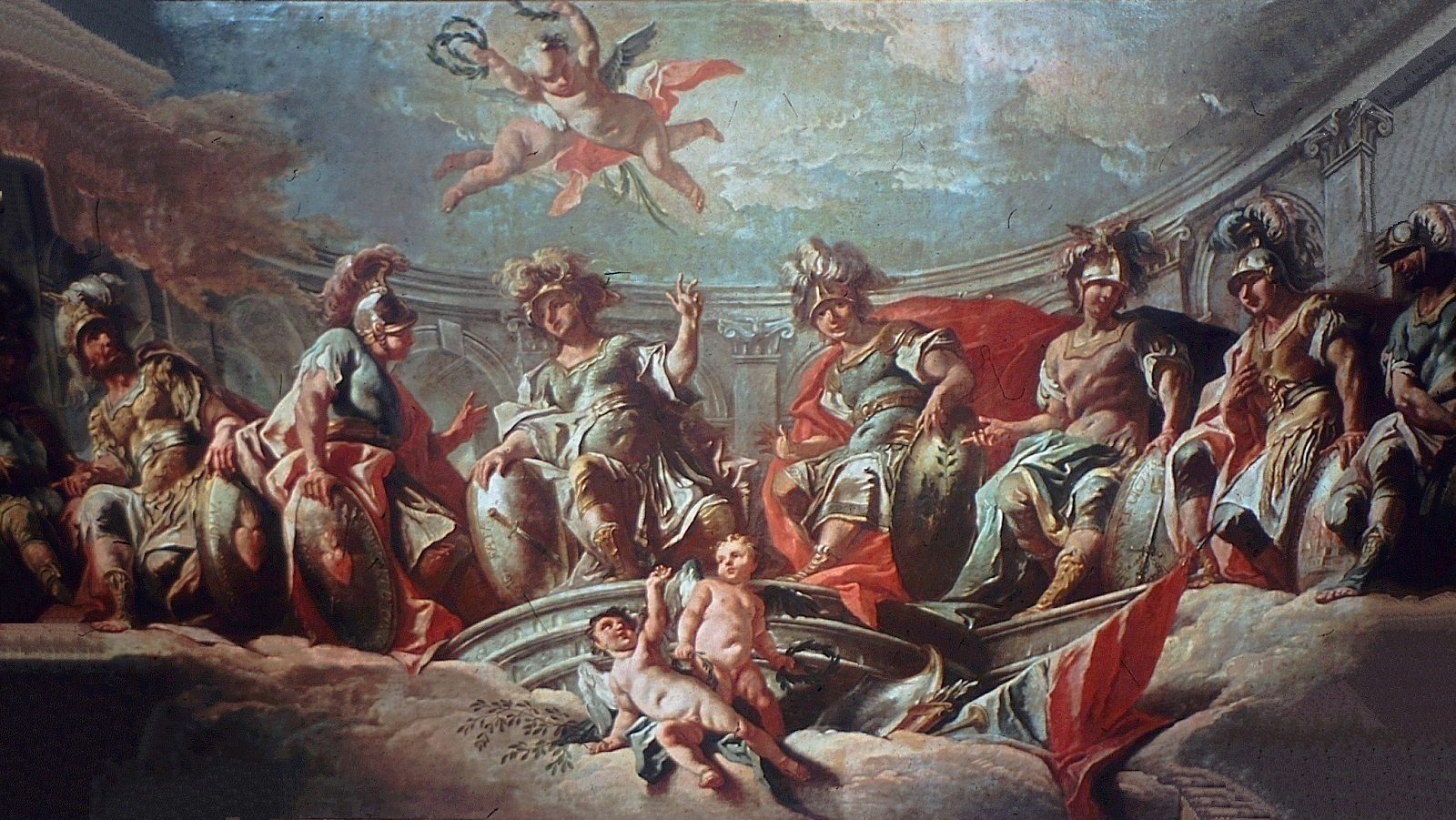
Rathaus, Deckengemälde im "Heldensaal"
Altar und Kanzel der Spitalkirche zum Heiligen Geist in einer Aufnahme von 1907.
Comburg, St. Annenaltar.
Wallfahrtskirche zu den 14 Nothelfern.
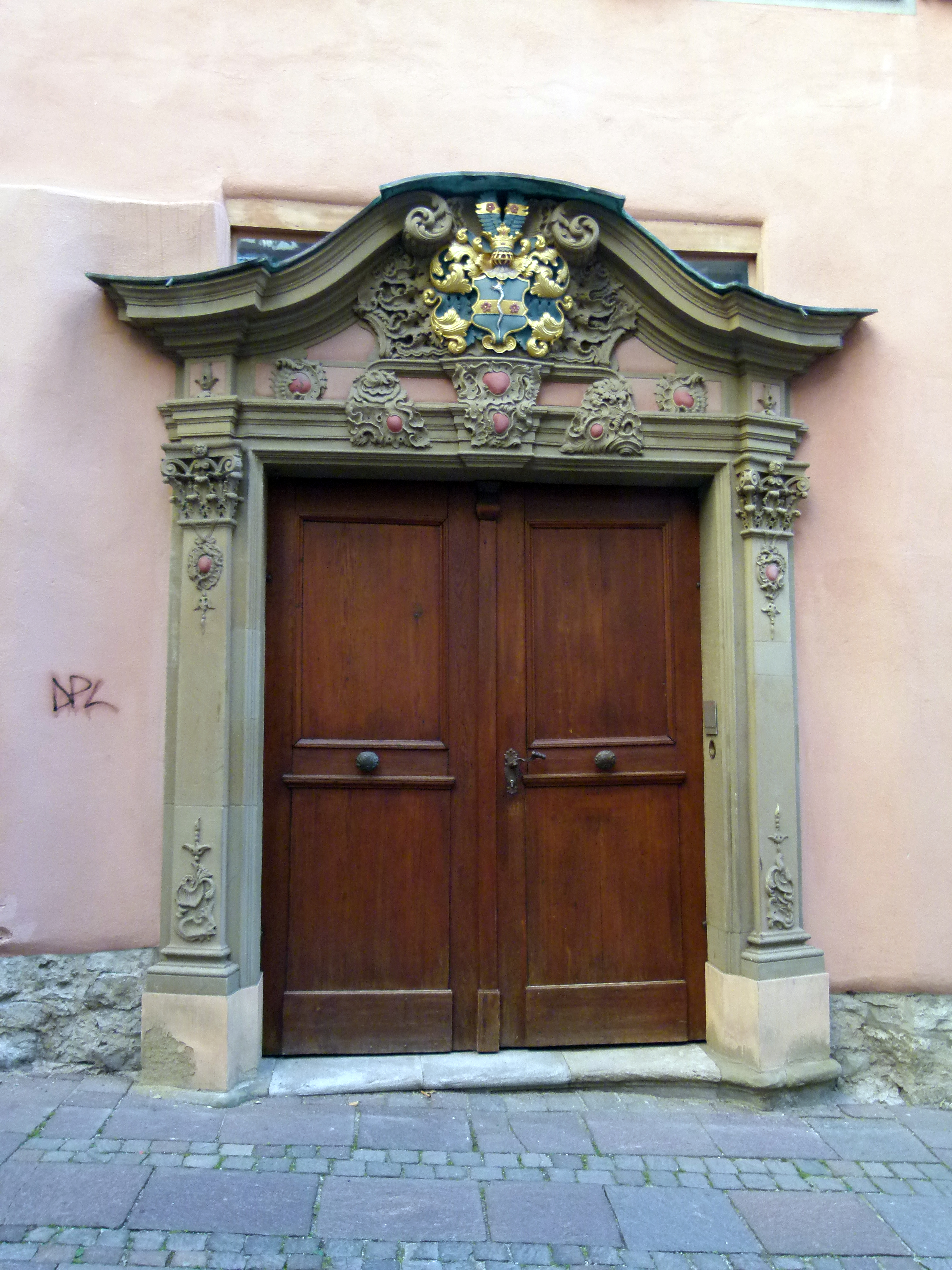
Untere Herrngasse 8, „Barockes Portal“
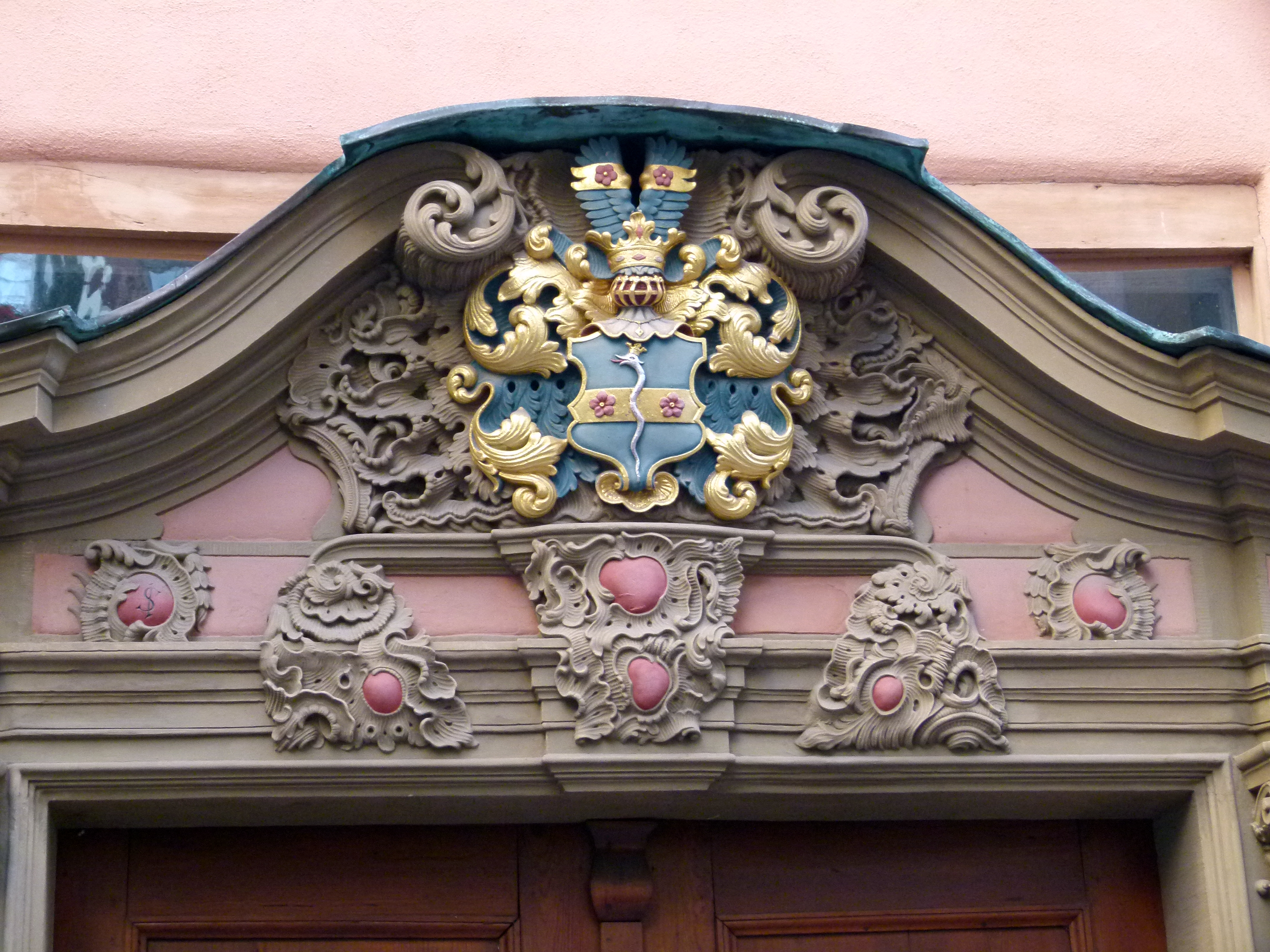
Wappen der Familie Sanwald am Portal zur Oberen Herrngasse hin.
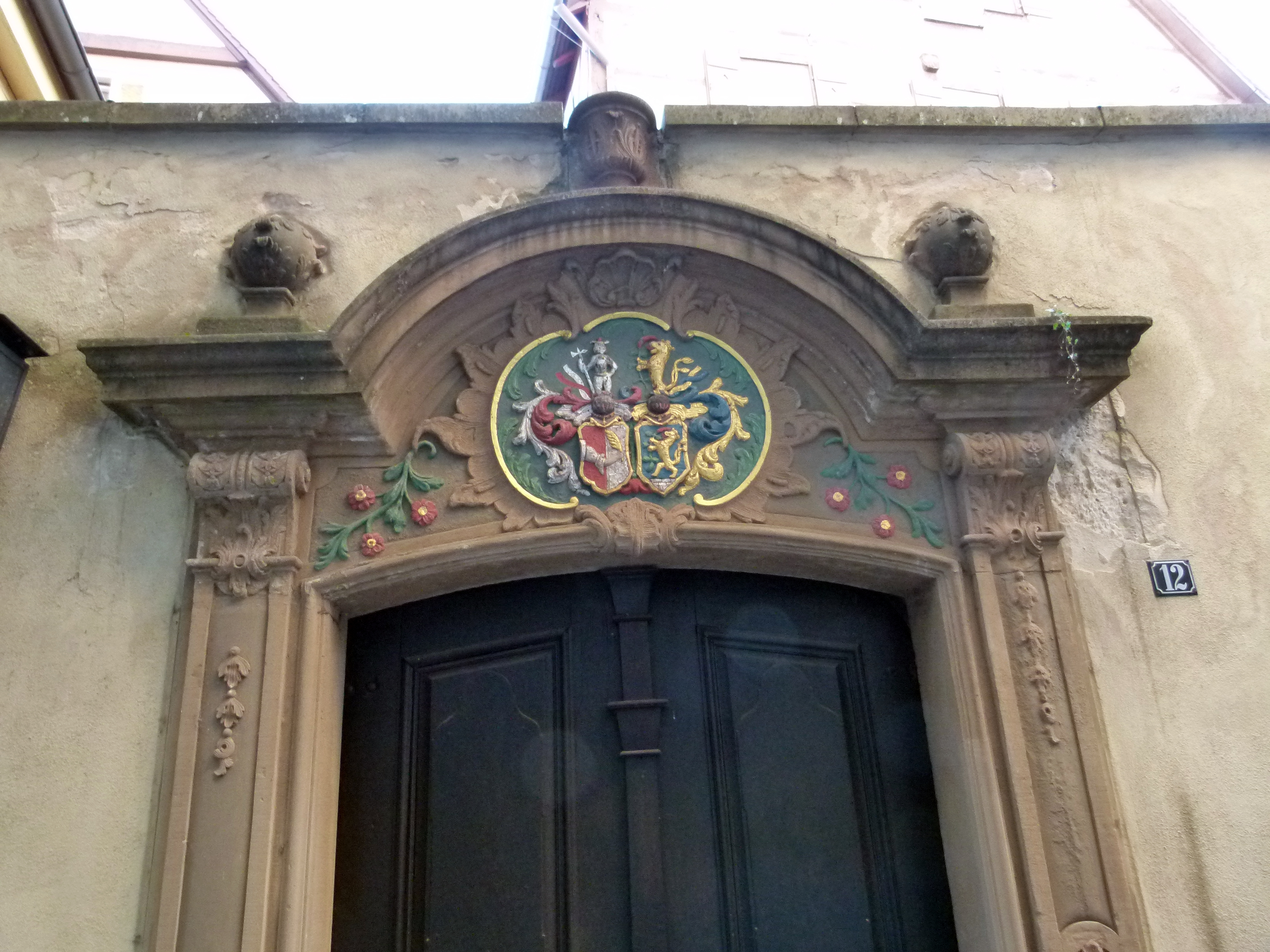
Untere Herrngasse 12
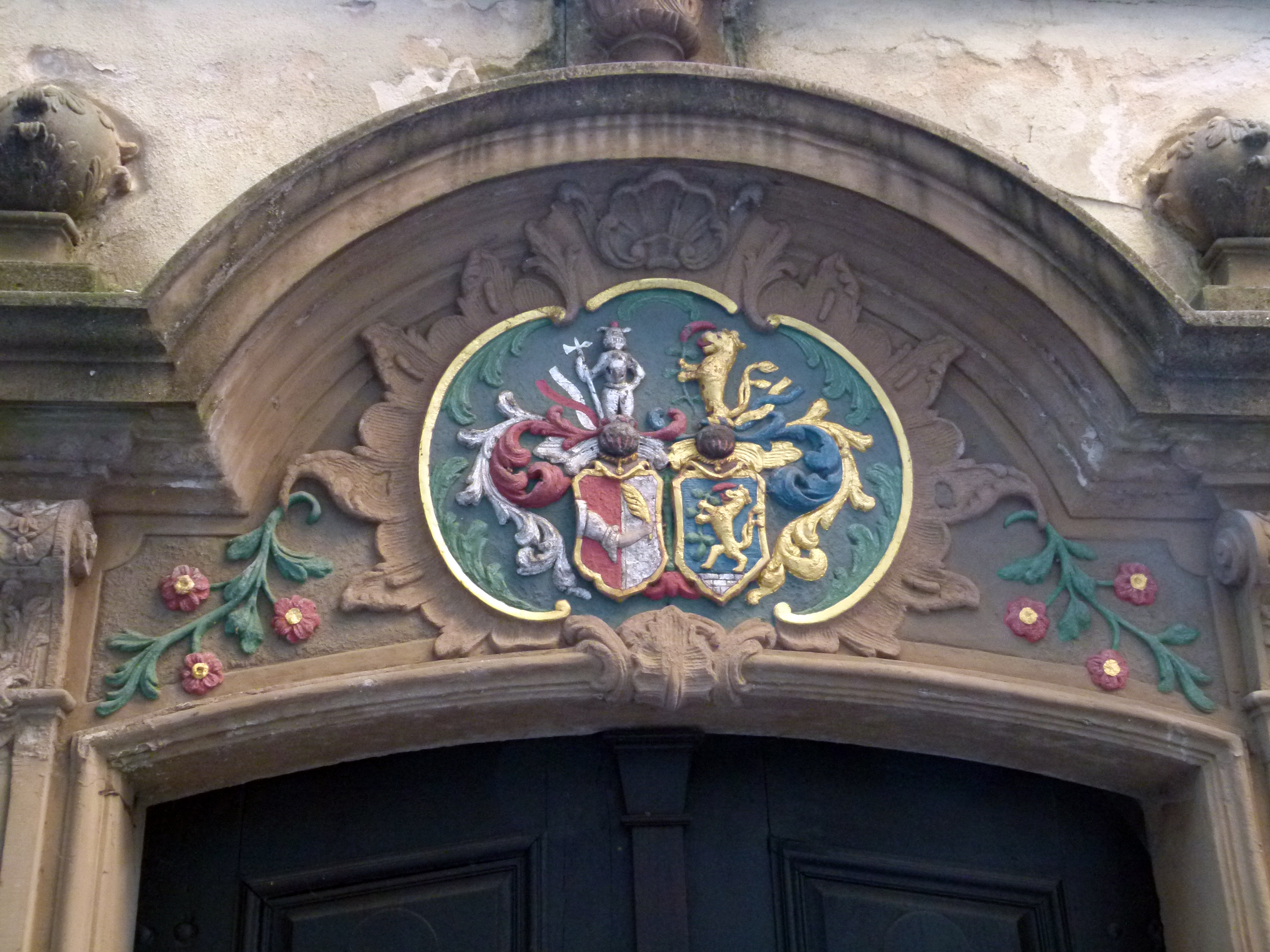
Allianzwappen des Stadtschultheißen Ludwig Franz Bonhöfer (1746–1802), rechts, und seiner Ehefrau Maria Magdalene geb. Hartmann (1750–1821), links, am Portal zur Oberen Herrngasse

## Klassizismus (19. Jahrhundert)

Schwäbisch Hall. Altes Solbad auf einer Schützenscheibe von 1829 (StadtA SHA FS 01912).

Eugen Gradmann nennt verschiedene Gebäude im Stil des Klassizismus des 19. Jahrhunderts:83:
- Altes Solbad, 1880
- Altes Schützenhaus, 1828
- Saline 1835
- Landesgefängnis, 1847

## Architektur aus der 1. Hälfte des 20. Jahrhunderts
Beispiele für die Architektur von 1900 bis 1945 sind die Villa Peregrina (1903), Villa Hagenmeyer (1903/04), ehemalige Gewerbeschule (1912) sowie das Hauptgebäude der Sparkasse (1937/1941).

Villa Hagenmeyer, Reformarchitektur
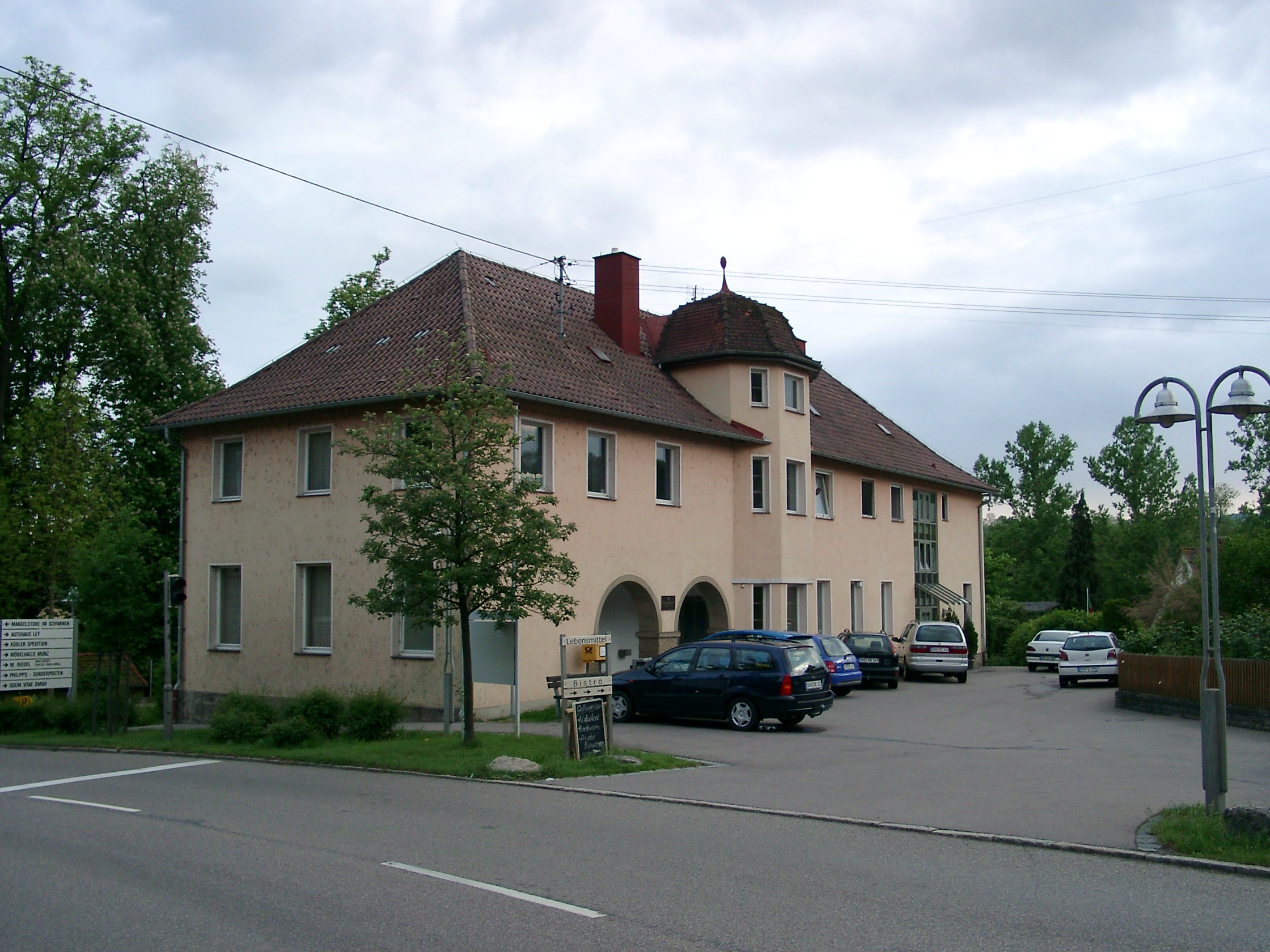
Rathaus im Stadtteil Gelbingen, Reformarchitektur
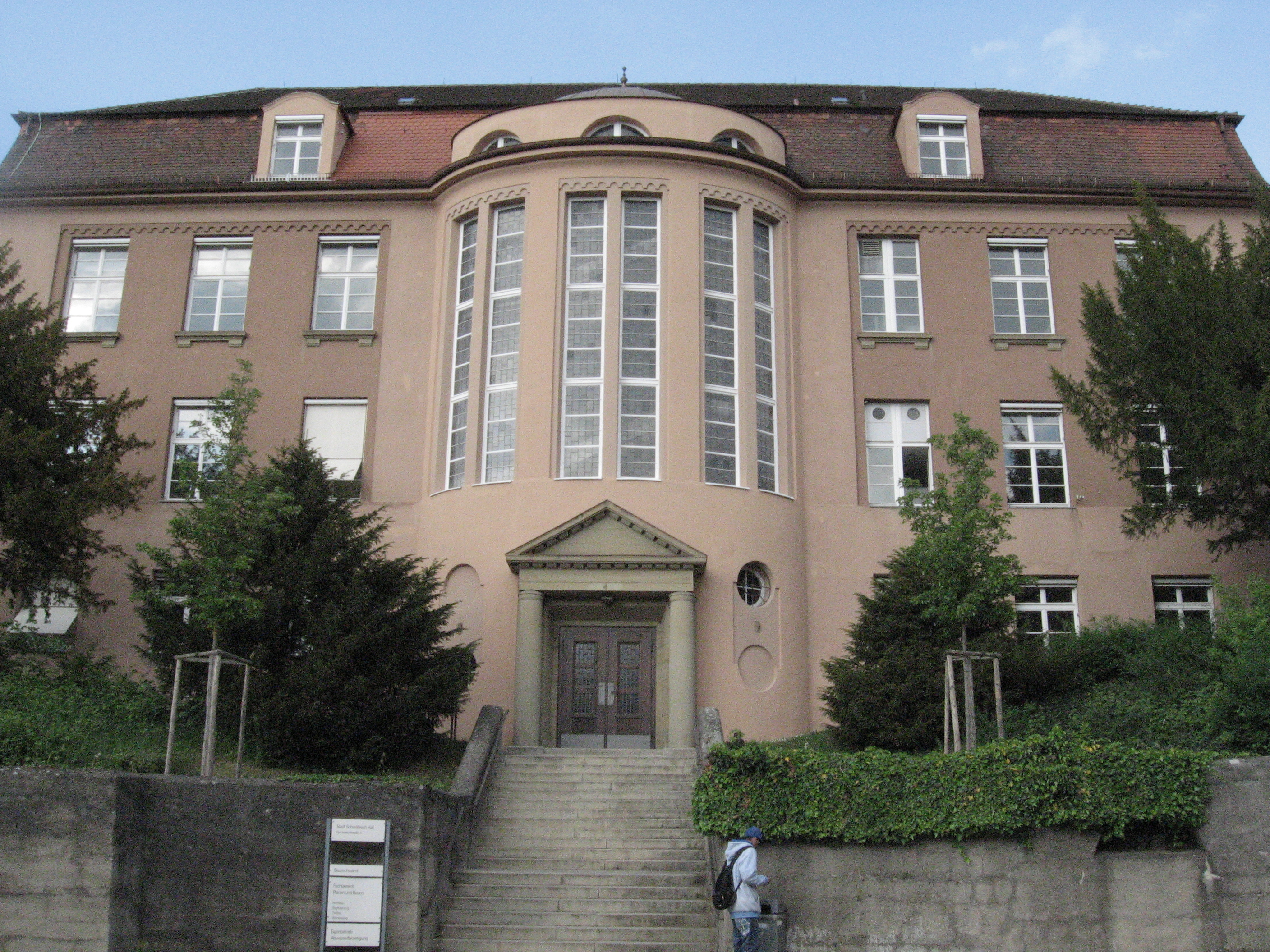
ehem. Gewerbeschule, Reformarchitektur
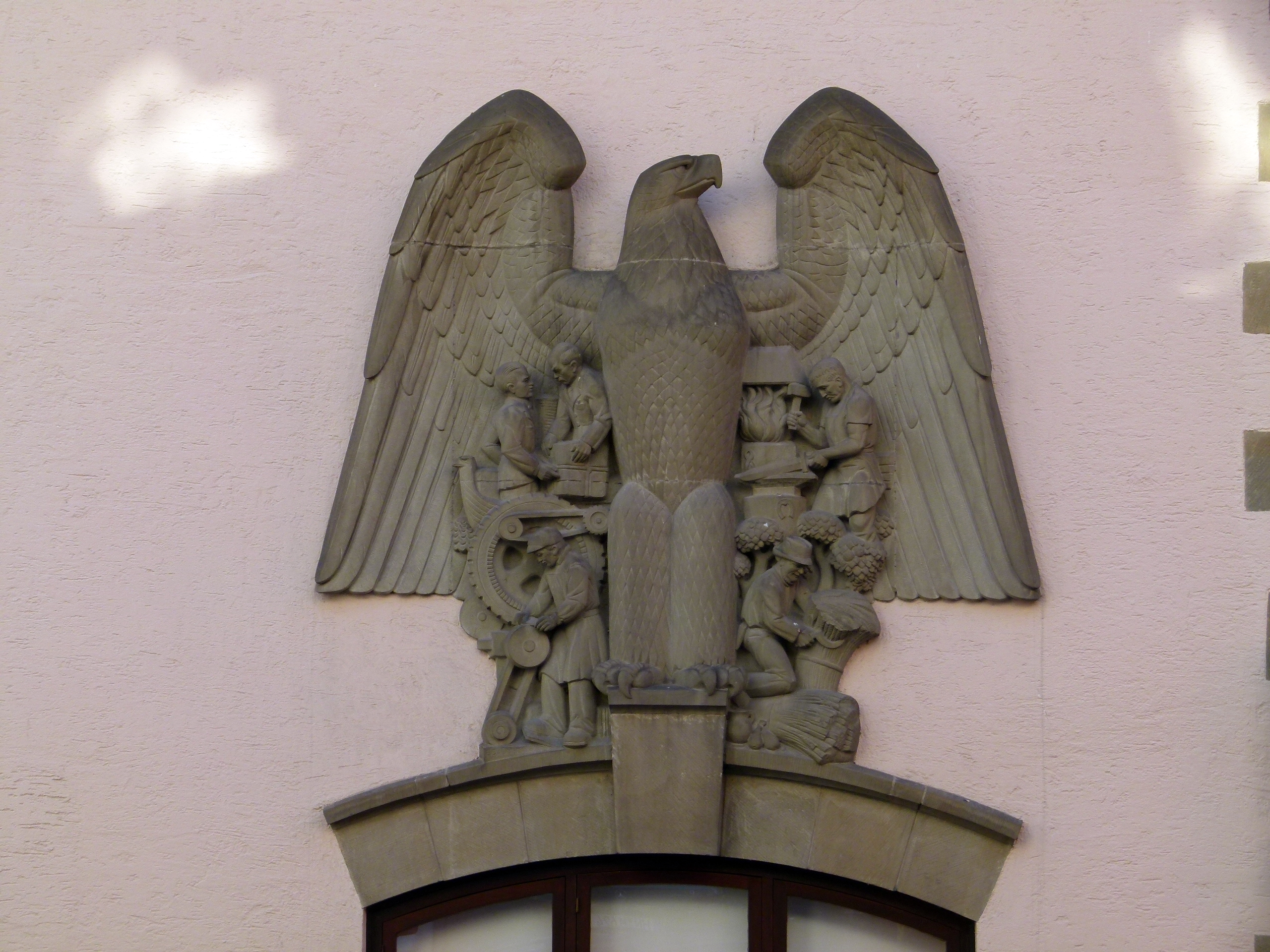
Skulptur am Hafenmarkt 1, Reformarchitektur